# Terminator (film)
Terminator (ang. The Terminator), w polskich kinach wyświetlany jako Elektroniczny morderca – amerykański fantastycznonaukowy thriller akcji z 1984 roku w reżyserii Jamesa Camerona. W rolach głównych wystąpili: Arnold Schwarzenegger, Linda Hamilton, Michael Biehn, Earl Boen, Paul Winfield oraz Lance Henriksen. Akcja filmu rozgrywa się w Los Angeles 1984 roku i opowiada o pochodzącym z przyszłości cybernetycznym zabójcy zwanym Terminatorem (Schwarzenegger). Celem Terminatora jest zamordowanie młodej kobiety – Sary Connor (Linda Hamilton), którą wyznaczono do eksterminacji, gdyż jej przyszły syn, w 2029 roku ma poprowadzić ludzkość do zwycięstwa w wojnie z maszynami. Z przyszłości do przedwojennych lat 80. przybywa także jeden z żołnierzy ruchu oporu, Kyle Reese (Michael Biehn) z misją ocalenia Sary.
Film jest uznawany za jeden z wczesnych przykładów podgatunku tech noir. James Cameron po swoim negatywnie odebranym pełnometrażowym debiucie Pirania II: Latający mordercy, zainspirowany snem o szkielecie robota wychodzącym z płomieni ognia, postanowił nakręcić niskobudżetowy film sci-fi na podobieństwo gatunku slasher. Reżyser napisał scenariusz wspólnie z Williamem Wisherem Juniorem, po czym nawiązał współpracę z producentką Gale Anne Hurd, wraz z którą zajął się realizacją filmu.
Terminator, choć okazał się sukcesem kasowym, zarabiając na całym świecie ponad 78 milionów dolarów przy budżecie wynoszącym 6,4 miliona, za czasów swojej premiery zebrał mieszane recenzje ze strony krytyków. Chwalono solidne wykonanie filmu, nieustające napięcie oraz obsadzenie Schwarzeneggera w tytułowej roli, jednak część recenzentów krytykowała brutalną przemoc i zarzucała filmowi kiepskie opowiadanie historii. Pomimo początkowo mieszanych opinii, Terminator z czasem zyskał status jednego z najlepszych i najbardziej wpływowych filmów fantastycznonaukowych w historii, a także miano filmu kultowego i klasyki gatunku.
W 2008 roku Terminator został wprowadzony do Narodowego Rejestru Filmowego Stanów Zjednoczonych i Biblioteki Kongresu jako film „znaczący kulturowo, historycznie bądź estetycznie”.
Kilka lat po premierze filmu Cameron nakręcił kontynuację – Terminator 2: Dzień sądu (1991) z Arnoldem Schwarzeneggerem i Lindą Hamilton, którzy powrócili do swoich ról. W późniejszych latach ukazywały się kolejne filmy cyklu: Terminator 3: Bunt maszyn (2003), Terminator: Ocalenie (2009), Terminator: Genisys (2015) oraz Terminator: Mroczne przeznaczenie (2019). Obraz Camerona zapoczątkował również franczyzę medialną, w której skład oprócz filmów wchodzą też seriale, gry komputerowe, komiksy i książki.

## Fabuła
Akcja filmu rozgrywa się w 1984 roku w Los Angeles, gdzie zjawia się przybywający z przyszłości cyborg zwany Terminatorem. W czasie przenosi się też człowiek znany jako Kyle Reese, który trafia do Los Angeles tej samej nocy. Wkrótce Terminator zaczyna mordować wszystkie kobiety o nazwisku Sarah Connor mieszkające w tym mieście. Ostatnią Sarę Connor odnajduje w nocnym klubie, gdzie usiłuje ją zastrzelić. Kobieta uchodzi jednak z życiem, uratowana przez Reese’a, który, jak się okazuje, został przysłany, aby ją ochronić.
Reese i Sarah uciekają skradzionym samochodem przed Terminatorem. Kyle tłumaczy Sarze, że w niedalekiej przyszłości powstanie wojskowy system obrony o nazwie Skynet – sztuczna inteligencja, która uzyska samoświadomość, zbuntuje się i wykorzysta broń jądrową w celu całkowitego unicestwienia ludzkości. Według słów Reese’a nuklearną zagładę przetrwają zaledwie nieliczni. Kyle informuje Sarę, że została wyznaczona przez Skynet do eksterminacji, gdyż jej przyszły syn – John Connor – za kilkadziesiąt lat jako charyzmatyczny przywódca ruchu oporu odegra kluczową rolę w walce ze Skynetem i poprowadzi ocalałych do zwycięstwa w wojnie z maszynami. Reese mówi jej też, że napastnik z nocnego klubu w rzeczywistości nie jest człowiekiem, tylko pochodzącym z przyszłości cyborgiem, którego metalowy endoszkielet pokrywa żywa tkanka.
Po kolejnym spotkaniu z Terminatorem i pościgu samochodowym Kyle z Sarą zostają zatrzymani przez policję i przewiezieni na komisariat. Niedługo potem Terminator przyjeżdża na posterunek i wdziera się do środka, gdzie zabija każdego policjanta, który staje mu na drodze. Reese i Sarah kradną samochód i uciekają, po czym zatrzymują się w hotelu, gdzie przygotowują się na kolejny atak Terminatora. Kyle wyznaje Sarze, że zakochał się w niej gdy John – jego przywódca i syn Sary – pokazał mu jej zdjęcie. Ta odwzajemnia jego uczucia, całuje go i spędza z nim noc.
Wkrótce Terminator odnajduje parę, która rozpoczyna ucieczkę furgonetką przed cyborgiem na motocyklu. Sarah zrzuca Terminatora z motocykla, po czym traci panowanie nad furgonetką, która się wywraca. Zakrwawiony i uszkodzony cyborg porywa cysternę i usiłuje rozjechać Sarę. Ranny Reese wsuwa rurobombę do pojazdu Terminatora, powodując eksplozję cysterny. Sarah i Kyle uznają, że udało im się zniszczyć Terminatora i obejmują się, jednak z płomieni ognia wychodzi jego metalowy szkielet. Pozbawiony zewnętrznej, organicznej powłoki Terminator podąża za Sarą i Reese’em do pobliskiej fabryki. Gdy w końcu do nich dociera, Kyle umieszcza kolejną rurobombę w korpusie szkieletu. Dochodzi do eksplozji, która rozrywa Terminatora i zarazem zabija Reese’a. Po chwili górna część szkieletu Terminatora reaktywuje się i próbuje złapać Sarę, ta jednak przy użyciu prasy hydraulicznej całkowicie go miażdży.
Kilka miesięcy później ciężarna Sarah podróżuje przez Meksyk i nagrywa na kasety magnetofonowe instrukcje dla swojego syna, opowiadając o jego ojcu, Kyle’u Reesie. Na stacji benzynowej pewien chłopiec fotografuje Sarę i sprzedaje jej zdjęcie; to samo zdjęcie, które w przyszłości Reese otrzyma od Johna Connora.

## Obsada
- Arnold Schwarzenegger jako Terminator T-800 Model 101, cybernetyczny zabójca z przyszłości[14][15]
- Linda Hamilton jako Sarah Connor, młoda kelnerka wyznaczona do eksterminacji[14][15]
- Michael Biehn jako sierżant Kyle Reese, żołnierz z przyszłości[14][15]
- Earl Boen jako doktor Peter Silberman, psycholog[15]
- Paul Winfield jako Ed Traxler, porucznik policji[14]
- Lance Henriksen jako Hal Vukovich, detektyw[14]
- Bess Motta(inne języki) jako Ginger Ventura, współlokatorka Sary[14]
- Rick Rossovich jako Matt Buchanan, chłopak Ginger[14]

W filmie wystąpili ponadto m.in. Brian Thompson i Bill Paxton w rolach punków na początku filmu; Franco Columbu jako jednostka infiltracyjna terminatora w futurospekcji oraz współautor scenariusza William Wisher Jr. jako policjant, któremu Terminator kradnie radiowóz.

## Produkcja

### Rozwój projektu

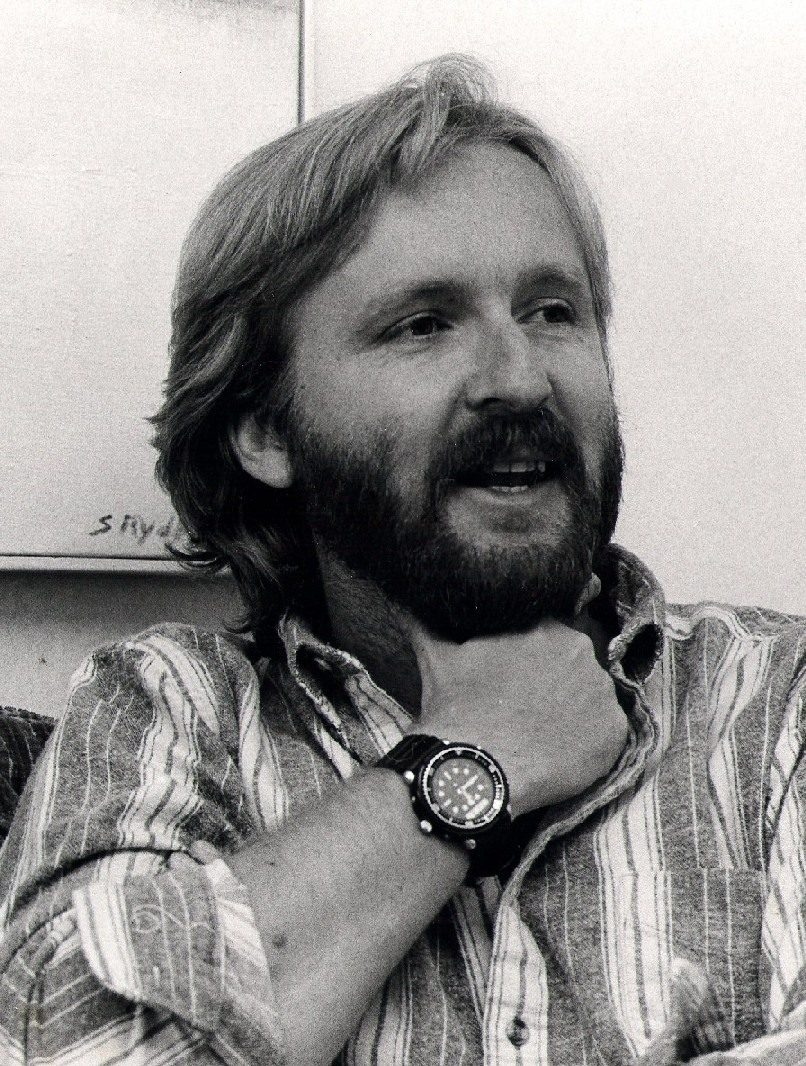
James Cameron, reżyser filmu (1986)

Gdy James Cameron przebywał w Rzymie z okazji premiery swojego filmu Pirania II: Latający mordercy, w nocy przyśnił mu się metalowy szkielet robota wyłaniający się z płomieni ognia. Zainspirowany także niskobudżetowym slasherem Halloween (1978) w reżyserii Johna Carpentera Cameron postanowił wykorzystać swój sen i na jego podstawie nakręcić film w stylu zbliżonym do slasherów. Filmowiec wrócił do Pomony w Kalifornii i zatrzymał się w domu pisarza science fiction, Randalla Frakesa, gdzie stworzył zarys fabuły do Terminatora. Do napisania scenariusza na podstawie szkicu reżyser zaangażował swojego przyjaciela – Williama Wishera Juniora, który miał podobne podejście do opowiadania filmowej historii. Ponieważ Cameron i Wisher mieszkali daleko od siebie, komunikowali się przez telefon, nagrywając swoje rozmowy, w których dzielili się pomysłami i nowymi scenami.
W pierwotnej wersji scenariusza z przyszłości do lat 80. miał przybyć nie jeden, a dwóch terminatorów – pierwszy z nich przypominał tego, który ostatecznie pojawił się w filmie; drugi zaś miał być wykonany z płynnego metalu i niemożliwy do zniszczenia przez zwykłą broń konwencjonalną. Cameron jednak z powodu ograniczeń technologicznych poprzestał na jednym terminatorze. Mimo wszystko kilka lat później, wraz z postępem technologii, reżyser powrócił do tego pomysłu, wprowadzając postać T-1000 w filmie Terminator 2: Dzień sądu.
Gale Ann Hurd, która pracowała jako asystentka Rogera Cormana w New World Pictures wyraziła swoje zainteresowanie projektem. Reżyser sprzedał jej prawa do Terminatora za jednego dolara pod warunkiem, że Hurd wyprodukuje ten film tylko wtedy, gdy wyreżyseruje go Cameron. Hurd sugerowała poprawki do scenariusza; później przypisano jej współautorstwo, choć Cameron przyznał, że Hurd „właściwie nie pisała scenariusza wcale”.

### Casting
Cameron początkowo w tytułowej roli widział swojego przyjaciela, Lance’a Henriksena, ponieważ według pierwotnej koncepcji Terminator miał wyglądać zwyczajnie, by mógł się wtopić w tłum. Reżyser jednak ostatecznie zrezygnował z tego pomysłu; Henriksen mimo wszystko wystąpił w filmie jako detektyw Hal Vukovich. Rolę cybernetycznego zabójcy proponowano takim aktorom jak Sylvester Stallone czy Mel Gibson, jednak obaj odrzucili tę propozycję. Mike Medavoy – współzałożyciel wytwórni Orion Pictures – zasugerował, aby Terminatora zagrał O.J. Simpson, jednak Cameron uznał, że Simpson nie byłby zbytnio przekonujący jako bezlitosny morderca.
Wytwórnia Orion Pictures początkowo chciała, aby Arnold Schwarzenegger wystąpił w roli Kyle’a Reese’a, jednak po spotkaniu Camerona ze Schwarzeneggerem, gdzie aktor zademonstrował reżyserowi, jak zagrałby cybernetycznego zabójcę, Cameron stwierdził: „zrobię z niego diabelnego Terminatora”. Przygotowując się do roli, Schwarzenegger przez trzy miesiące ćwiczył korzystanie z różnego rodzaju broni.
Wielu aktorów było rozważanych do roli Kyla Reese’a, w tym rockowy muzyk Sting, który spotkał się z Cameronem, by omówić angaż. Sting jednak odmówił zagrania w filmie, ponieważ Cameron był wówczas mało znanym reżyserem. Oprócz Stinga wśród rozpatrywanych aktorów do zagrania tej postaci byli też m.in. Christopher Reeve, Matt Dillon, Kurt Russell, Treat Williams, Tommy Lee Jones, Scott Glenn, Michael O’Keefe oraz Bruce Springsteen. Ostatecznie angaż w roli Reese’a otrzymał Michael Biehn, który choć był początkowo sceptycznie nastawiony wobec projektu i uznał, że film jest głupi, zmienił zdanie po spotkaniu z Cameronem.
Rolę Sary Connor zaproponowano Lisie Langlois, ta jednak odmówiła, ponieważ w tym czasie grała już w Miłości i baseballu. Do tej kreacji rozważano też Jennifer Jason Leigh, Melissę Sue Anderson i Jessikę Harper, a Rosanna Arquette i Lea Thompson brały udział w przesłuchaniu. Reżyser w roli Sary w końcu obsadził Lindę Hamilton, która w tamtym czasie właśnie ukończyła pracę na planie Dzieci kukurydzy.

### Efekty specjalne i zdjęcia

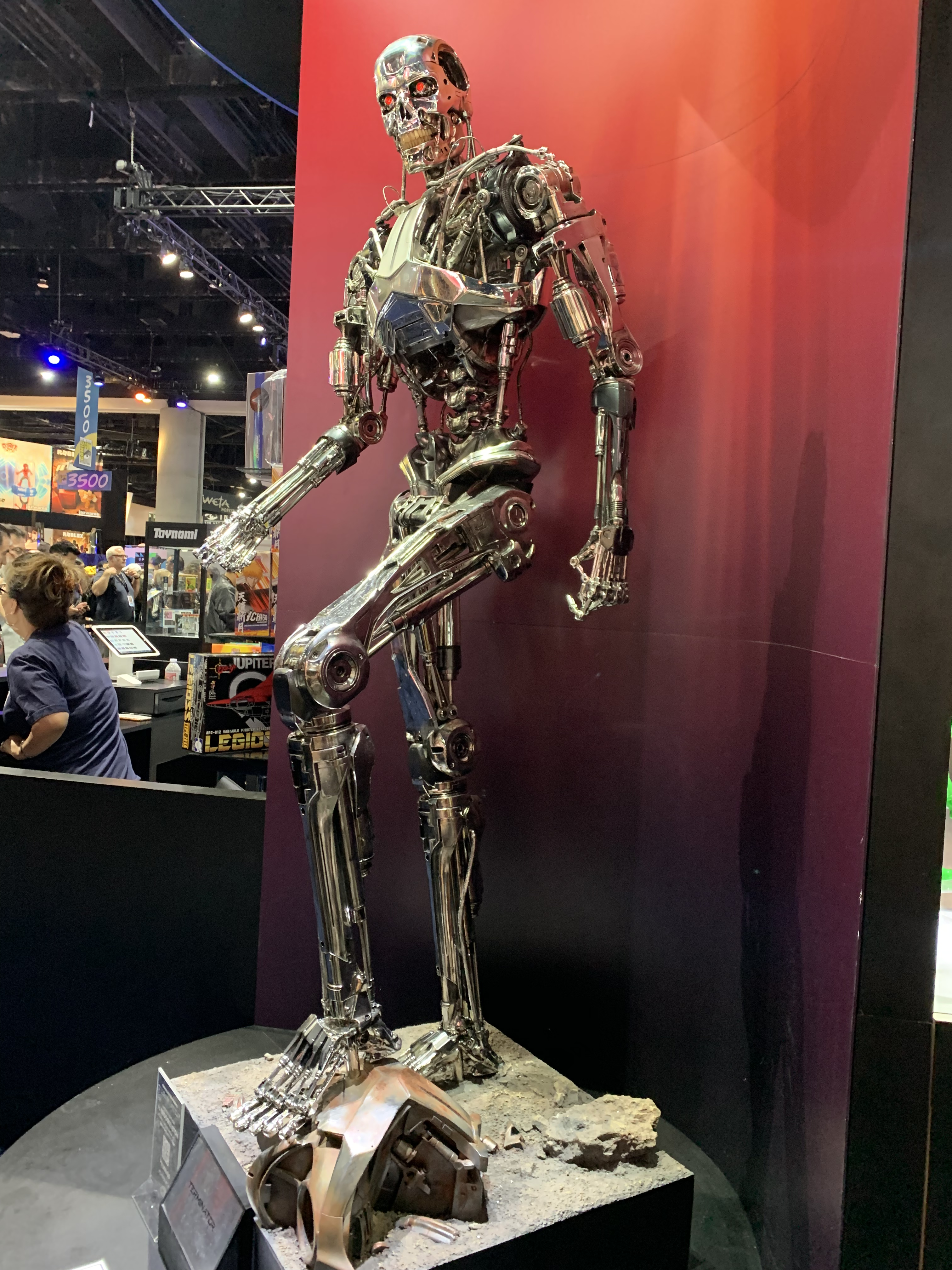
Endoszkielet Terminatora T-800

W celu stworzenia filmowego wyglądu Terminatora Cameron wymieniał się szkicami ze specjalistą od efektów specjalnych, Stanem Winstonem, ostatecznie decydując się na projekt prawie identyczny z pierwotnym rysunkiem stworzonym przez Camerona w Rzymie. Winston zlecił zespołowi siedmiu artystów od efektów, aby pracował sześć miesięcy nad stworzeniem pacynki Terminatora; najpierw uformowano go w glinie, a następnie w gipsie wzmocnionym stalowymi żebrami. Elementy te były później szlifowane, malowane i chromowane. Winston wyrzeźbił podobiznę twarzy Schwarzeneggera w kilku pozach z silikonu, gliny i gipsu.
Sekwencje rozgrywające się w 2029 roku oraz sceny zawierające animację poklatkową zostały zrealizowane przez firmę Fantasy II Gene’a Warrena Juniora. W scenach z metalowym endoszkieletem Terminatora wykonywano zdjęcia poklatkowe. Cameron chciał, by ruchy szkieletu wyglądały przekonująco dla widzów, tak aby przypominały sposób, w jaki Schwarzenegger poruszał się we wcześniejszych scenach. W tym celu nakręcono ujęcia, na których Schwarzenegger utyka, co ułatwiło uzyskanie podobnych ruchów szkieletu.
Kręcenie zdjęć w Los Angeles rozpoczęto w marcu 1984. Sceny były kręcone głównie w nocy, aby obniżyć koszty produkcji filmu. Przy filmowaniu sceny rozgrywającej się na komisariacie doszło do sporu pomiędzy Cameronem a Schwarzeneggerem, który chciał zamienić swoją kwestię I’ll be back na I will be back. Choć obie frazy oznaczają to samo (pol. Wrócę), Schwarzenegger określił zmienioną wersję jako brzmiącą bardziej mechanicznie i uznał, że będzie ona lepiej pasowała do postaci, którą grał. Ostatecznie do filmu trafiła kwestia bez modyfikacji ze strony aktora. Gdy w trakcie kłótni Schwarzenegger na zadane mu przez reżysera pytanie, czy jest scenarzystą, zaprzeczył, Cameron odpowiedział: „Więc nie mów mi do cholery jak pisać dialogi”. Później kwestia I’ll be back zyskała ogromną popularność i pojawiła się w wielu innych filmach jako nawiązanie do Terminatora.
Epilog filmu, w którym Sarah jedzie autostradą przez meksykańską pustynię, kręcono bez pozwolenia. Gdy ekipę filmową zatrzymała policja, Cameronowi i Gale Ann Hurd udało się ją przekonać, że wcale nie kręcą produkcji kinowej, tylko film studencki dla UCLA.

### Muzyka
Muzyka do Terminatora została skomponowana i wykonana przez Brada Fiedela na syntezatorze.
W agencji Gorfaine/Schwartz, gdzie kompozytor pracował, nowa agentka Beth Donahue odkryła, że James Cameron pracuje nad Terminatorem i wysłała reżyserowi kasetę z muzyką Fiedela. W następstwie kompozytor został zaproszony na pokaz filmu wraz z Cameronem i Gale Ann Hurd. Hurd nie była pewna, czy powierzyć Fiedelowi stworzenie ścieżki dźwiękowej, gdyż pracował on do tej pory jedynie przy produkcjach telewizyjnych. Fiedel, aby ich przekonać, pokazał im eksperymentalny utwór, nad którym pracował, uznając: „Puszczę mu to, bo film jest naprawdę mroczny, więc chyba będzie to dla niego interesujące”. Utwór przekonał Camerona i Hurd do zatrudnienia kompozytora.

## Odbiór

### Frekwencja kinowa
W pierwszy weekend wyświetlania Terminator był pokazywany w 1005 kinach i zarobił wówczas cztery miliony dolarów, plasując się na pierwszym miejscu wśród najlepiej zarabiających filmów. W kolejnym tygodniu film pozostawał numerem jeden, lecz w trzecim tygodniu spadł na drugie miejsce, ustępując filmowi Bóg czy diabeł?. Terminator zarobił 38,3 miliona dolarów w Stanach Zjednoczonych i Kanadzie oraz 40 milionów w innych krajach świata, co dało łączny dochód 78,3 miliona dolarów.

### Krytyka w okresie premiery
Terminator za czasów swojej premiery zebrał mieszane recenzje. Magazyn „Variety” pochwalił film, opisując Terminatora jako „wspaniałe, komiksowe kino, pełne wirtuozerii rzemiosła filmowego, niesamowitego rozmachu, solidnej gry aktorskiej i wciągającej historii […]. Schwarzenegger został doskonale obsadzony w kreacji maszyny, która wymaga zaledwie kilku linijek dialogu”. Richard Corliss z tygodnika „Time” stwierdził, że film „wystarczająco pojętnie używa tech noir, aby zadowolić niewiernych i fanów kina akcji”. Magazyn ten umieścił Terminatora w zestawieniu „Top 10” filmów roku 1984.
„Los Angeles Times” nazwał ten film „wstrząsającym thrillerem pełnym wszelkiego rodzaju krwawych smaczków […], wypełnionym pełnymi adrenaliny scenami pościgów, przemyślanymi efektami specjalnymi i chytrym humorem”. „Milwaukee Journal” uznał Terminatora za „najbardziej mrożący krew w żyłach thriller science fiction od czasów Obcego”. W recenzji magazynu „Orange Coast” stwierdzono, że „wyróżniającą się zaletą Terminatora jest nieustające napięcie. Od samego początku w filmie przeważa akcja i przemoc, bez poświęcenia czasu na stworzenie historii […]. Wygląda jak usprawniony film o Brudnym Harrym – żadnej ekspozycji; tylko broń, broń i jeszcze raz broń”. W czasopiśmie „Cinefantastique” napisano, że filmowi „udaje się być zarówno wtórnym, jak i oryginalnym” oraz że „od czasu Wojownika szos gatunek ten nie prezentował tak żywiołowej rzezi”. Magazyn podsumował dzieło jako „przykład horroru science-fiction w najlepszym wydaniu”, stwierdzając, że „rozsądne podejście Camerona uczyni go wziętym filmowcem”. Brytyjski periodyk „Monthly Film Bulletin” pochwalił scenariusz filmu, efekty specjalne, scenografię oraz występ Schwarzeneggera. Colin Greenland w swojej recenzji dla magazynu „Imagine” określił Terminatora jako „wciągający horror sci-fi”, pisząc: „Linda Hamilton jest godna podziwu jako kobieta w niebezpieczeństwie, która odkrywa w sobie siłę potrzebną do przetrwania, a Arnold Schwarzenegger jest naprawdę niesamowity jako niepowstrzymany cyborg”.
W innych recenzjach krytykowano przemoc zawartą w filmie oraz jakość opowiadania historii. Janet Maslin z „The New York Timesa” wyraziła opinię, że Terminator to „film klasy B z polotem. Duża jego część […] ma w sobie suspens i charakter, a dopiero obowiązkowy chaos okazuje się nudny. Tego ostatniego jest zdecydowanie za dużo w postaci pościgów samochodowych, niechlujnych strzelanin i pana Schwarzeneggera, który wali brutalnie we wszystko, co stanie mu na drodze”. Gazeta „Pittsburgh Press” napisała negatywną recenzję, oznajmiając, że Terminator jest „po prostu kolejnym z filmów przesiąkniętych artystyczną brzydotą, takich jak Ulice w ogniu czy Łowca androidów”. Dziennik „Chicago Tribune” napisał, że film „czasami jest przerażająco brutalny i trzymający w napięciu, a innym razem chichocze sam z siebie. Ten schizoidalny styl faktycznie pomaga, zapewniając odrobinę humoru, gdy tylko fabuła sci-fi staje się zbyt powolna lub dialogi okazują się zbyt sztuczne”. „Newhouse News Service” uznała obraz za „ponury, brutalny i pretensjonalny kawał mowy–trawy”. Pisarz Gilbert Adair nazwał Terminatora filmem „odrażającym do ostatniego stopnia”, zarzucając mu „podstępną nazyfikację” i „atrakcyjność zakorzenioną w bezbożnej mieszance faszyzmu, mody i fascynacji”.

### Krytyka po latach
Richard Schickel z „Entertainment Weekly”, w swojej recenzji z 1991 roku przyznał filmowi ocenę „A”, pisząc, że „to, co pierwotnie wydawało się nieco przesadzone, choć hojne i energiczne, w szerszym punkcie widzenia, teraz uchodzi za całkiem dobry film”. Nazwał go „jednym z najbardziej oryginalnych filmów lat 80.”, dodając, że „wszystko wskazuje na to, że pozostanie jednym z najlepszych filmów sci-fi, jakie kiedykolwiek powstały”. W 1998 Halliwell's Film Guide opisała Terminatora jako „solidnie wykonane, płytkie, raczej nieprzyjemne, ale niezaprzeczalnie fascynujące komiksowe kino przygodowe”. Tygodnik TV Guide w czterogwiazdkowej recenzji uznał dzieło Camerona za „niesamowicie efektowną produkcję, która wydaje się jeszcze bardziej imponująca, jeśli wziąć pod uwagę jej niewielki budżet”, stwierdzając, że „ten film jest znacznie lepszy niż jego kasowa, wysokobudżetowa kontynuacja”.
Magazyn „Empire” przyznał Terminatorowi maksymalne 5 gwiazdek, nazywając go „tak przerażająco skutecznym w wywoływaniu dreszczu emocji u widzów, jak tytułowy bohater w eliminowaniu swoich przeciwników”. Baza AllMovie przyznała filmowi 4,5 na 5 gwiazdek, oznajmiając, że Terminator „ugruntował pozycję Jamesa Camerona jako mistrza akcji, efektów specjalnych i quasi-mitycznej intrygi fabularnej, zmieniając przy tym Arnolda Schwarzeneggera w pewną gwiazdę lat 80.”. Film4 opisała Terminatora jako „najlepszy film z całej serii – kultowy, mocny, mroczny i ekscytujący”. Alan Jones przyznał filmowi maksymalne 5 gwiazdek w recenzji dla „Radio Timesa”, pisząc: „film wyzwala maksimum ekscytacji już od pierwszej klatki, a dynamiczne dreszcze utrzymują się aż do wyjątkowo emocjonującej kulminacji. Dowcipnie napisane, z dobrym wyczuciem ostrych detali, to od początku do końca intensywne kino akcji science fiction”. Peter Bradshaw w swojej recenzji dla dziennika „The Guardian” również wystawił Terminatorowi maksymalną ocenę pięciu gwiazdek i uznał, że „dzięki zaletom tego filmu [...] Cameron mógłby stanąć ramię w ramię z Carpenterem i Spielbergiem. Niestety, zapoczątkował on szereg bezsensownych i gorszych sequeli, jednakże pierwszy Terminator [...] wypadł wyjątkowo dobrze, z szokującą werwą i piekielną ekscytacją”.
Na agregatorze recenzji Rotten Tomatoes 100% krytyków odebrało film pozytywnie, a średnia ocen z ich recenzji wyniosła 8,2/10. Portal napisał, że „Ze względu na swoje imponujące sceny akcji, trzymającą w napięciu reżyserię oraz nieustępliwie szybkie tempo wiadome jest, dlaczego Terminator nadal ma spory wpływ na kino akcji i filmy science-fiction”. W analogicznym serwisie Metacritic Terminator otrzymał wynik 84/100, co według zasad portalu oznacza „powszechne uznanie”.

### Nagrody i nominacje
W 1985 Terminator zdobył trzy Saturny, w kategoriach: „najlepszy film science fiction”, „najlepszy scenariusz” oraz „najlepsza charakteryzacja”. Był też nominowany do tej nagrody w kategoriach: „najlepsza reżyseria”, „najlepszy aktor” (Arnold Schwarzenegger), najlepsza aktorka (Linda Hamilton) oraz najlepsza muzyka.

## Znaczenie

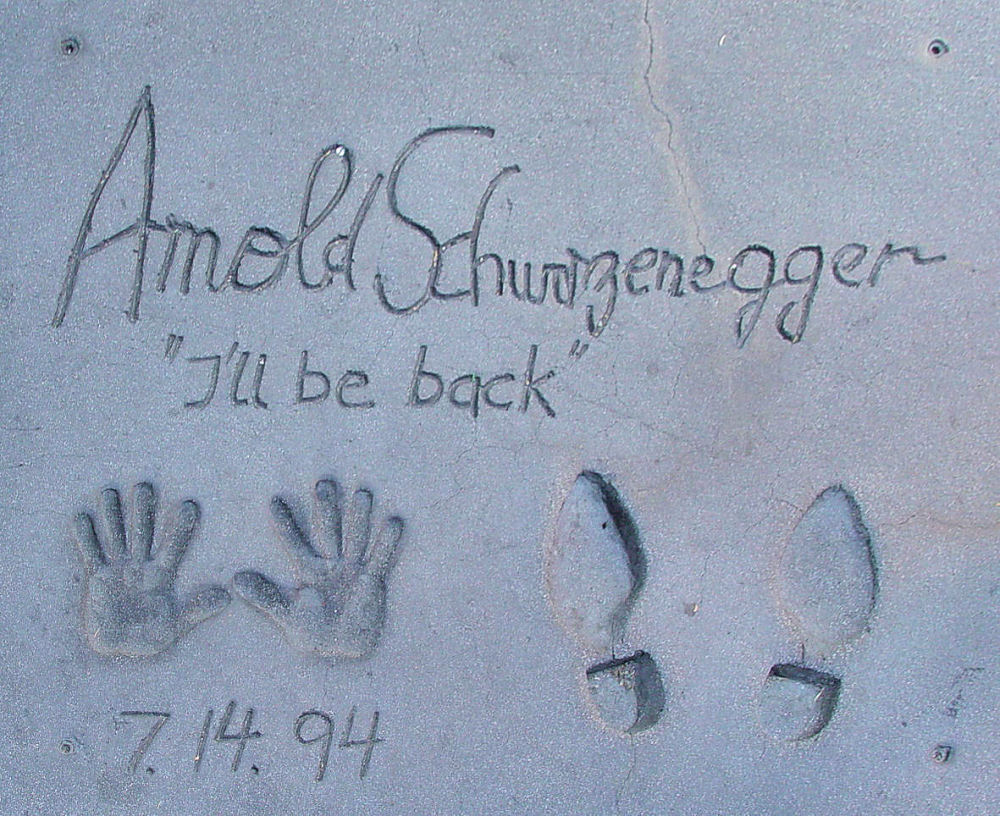
Odlew dłoni i butów Arnolda Schwarzeneggera wraz z cytatem I’ll be back, sklasyfikowanym przez AFI na 37. miejscu listy stu najlepszych filmowych cytatów.

Film został doceniony przez Amerykański Instytut Filmowy, który w 2001 roku sklasyfikował Terminatora na 42. miejscu listy AFI’s 100 Years…100 Thrills, czyli stu najbardziej emocjonujących amerykańskich filmów wszech czasów. Dwa lata później postać cybernetycznego zabójcy T-800 pojawiła się w zestawieniu AFI 100 Lat... Bohaterowie i złoczyńcy, gdzie przyznano jej 22. miejsce na liście największych złoczyńców w historii amerykańskiego kina. Oprócz tego kwestia I’ll be back, którą Schwarzenegger wypowiada podczas sceny na komisariacie, trafiła na 37. miejsce listy stu najlepszych filmowych cytatów. Wypowiedź ta była też niejednokrotnie cytowana w wielu innych popularnych filmach jako odniesienie do Terminatora, zazwyczaj w formie komediowego akcentu.
W 2005 roku brytyjski magazyn Total Film umieścił Terminatora na 72. miejscu zestawienia najlepszych filmów, jakie kiedykolwiek powstały. Dziennikarz i autor biografii Schwarzeneggera Laurence Leamer napisał, że „Terminator to wpływowy film, który zainspirował całą generację mrocznych dzieł fantastycznonaukowych, a występ Arnolda był jednym z najlepszych w jego karierze”.
Dzieło Camerona z czasem zyskało status filmu kultowego i zaczęło być zaliczane do klasyki kina sci-fi. Wiele serwisów internetowych umieściło Terminatora w zestawieniach najlepszych filmów fantastycznonaukowych, m.in. Esquire (9. miejsce), GamesRadar+ (9. miejsce), Rotten Tomatoes (15. miejsce), Thrillist (18. miejsce), Paste (21. miejsce), IGN (33. miejsce) i Rolling Stone (40. miejsce).
W 2008 roku Terminator został wprowadzony do Narodowego Rejestru Filmowego Stanów Zjednoczonych, co oznacza przechowywanie dzieła w Bibliotece Kongresu jako film „znaczący kulturowo, historycznie bądź estetycznie”. W 2010 roku stowarzyszenie Independent Film & Television Alliance uznało obraz za jeden z trzydziestu najbardziej znaczących filmów niezależnych ostatnich trzydziestu lat. Magazyn „Empire” umieścił produkcję na liście 500 najwybitniejszych filmów wszech czasów, a postać Terminatora T-800 na 14. miejscu zestawienia 100 najlepszych filmowych postaci. W 2015 roku Terminator został wymieniony w książce 1001 filmów, które musisz zobaczyć.

W 2019 roku Huw Fullerton z „Radio Timesa” uznał film za najlepszą, zaraz po Dniu sądu, część Terminatora spośród wszystkich sześciu dotychczasowych filmów, stwierdzając: „Gdy Terminator ukazał się w 1984 roku, był genialnie twórczym, emocjonującym i naprawdę przerażającym filmem i bez względu na to, jak starzeją się jego efekty wizualne, nie stracił on na znaczeniu”. W 2021 Dalin Rowell ze SlashFilm umieścił Terminatora na 4. miejscu najlepszych filmów w karierze Jamesa Camerona, oświadczając, że „choć tempo akcji i struktura fabuły nie są tak zwarte jak w przypadku kontynuacji, Terminator pozostaje jednym z najbardziej ikonicznych dzieł popkultury, jakie kiedykolwiek stworzono”. Phil Pirrello z Sci Fi przyznał Terminatorowi 7. miejsce w zestawieniu „25 najstraszniejszych filmów fantastycznonaukowych wszech czasów”, pisząc: 
Cameron na zawsze odmienił zarówno gatunek, jak i karierę Schwarzeneggera, dzięki Terminatorowi – kultowemu, pełnemu napięcia filmowi, który łączy akcję, science fiction i pewne elementy horroru w jedną z najlepszych rzeczy, jakie kiedykolwiek wyszły z Hollywood. [...] Dobrze napisany scenariusz Camerona jest doskonale dopracowany i wyważony, co czyni film ponadczasowym klasykiem.